# Phoenix (sletač)
Phoenix je bio robotski svemirski brod u misiji svemirskog istraživanja na Marsu u okviru Programa Mars Scout. Phoenix lander sletio na Mars 25. svibnja 2008.  Znanstvenici iz misije koristili su instrumente na brodu kako bi procijenili lokalnu naseljenost i istražili povijest tamošnje vode. Ukupni troškovi misije bili su oko 386 milijuna USD, što uključuje troškove lansiranja.   
Multi-agencijski program vodio je Lunarni i planetarni laboratorij na Sveučilištu u Arizoni, pod vodstvom NASA i  Laboratorija za mlazni pogon. Program je bio partnerstvo sveučilišta u Sjedinjenim Državama, Kanadi, Švicarskoj, Danskoj, Njemačkoj, Velikoj Britaniji, NASA-i, Kanadskoj svemirskoj agenciji, Finskom meteorološkom zavodu, svemirskim sustavima Lockheed Martin, MacDonald Dettwiler & Associates (MDA) i drugih zrakoplovnih tvrtki. Bila je to prva misija na Mars koju je vodilo javno sveučilište u povijesti NASA-e. Vodila ga je izravno iz kampusa Sveučilišta Arizona u Tucsonu, s upravljanjem projektima u Laboratoriji za mlazni pogon u Pasadeni, Kalifornija, i razvojem projekata u Lockheed Martin u Denveru, Colorado. Operativno financiranje misije produljeno je do 10. studenog 2008.  
Phoenix je bio NASA-ino šesto uspješno slijetanje iz sedam pokušaja i prvo je uspješno slijetanje u marsovsku polarnu regiju. Lander je svoju misiju završio u kolovozu 2008., a posljednju kratku komunikaciju sa Zemljom uspostavio je 2. studenoga kako je raspoloživa solarna energija opala Marsovskom zimom. Misija je proglašena zaključenom 10. studenog 2008, nakon što inženjeri nisu uspjeli ponovo stupiti u kontakt s landerom. Nakon neuspjelog pokušaja stupanja u kontakt s landerom pomoću orbitera Mars Odyssey do i prije marsovskog ljetnog solsticija, 12. svibnja 2010. JPL je proglasio da je Phoenix mrtav. Program se smatrao uspješnim jer je završio sve planirane znanstvene eksperimente i zapažanja.

## Lansiranje i let
Phoenix je lansiran 4. kolovoza 2007., u 09:26:34 UT, na raketi Delta 7925. Lansiranje je prošlo gotovo savršeno. Postignuta putanja bila je toliko točna da je bilo potrebno promijeniti brzinu letjelice za samo 18 m/s. 
Phoenix se 25. svibnja 2008. približio Marsu. Letjelica je uletjela direktno u atmosferu brzinom od 21,000 km/h. Tokom 7 minuta dugog kočenja u atmosferi, letjelica je usporila na 8 km/h prije slijetanja na površinu. Signal da je letjelica sletjela došao je 25. svibnja 2008. u 23:53:44 UT. Kasnija analiza podataka odredila je točno mjesto slijetanja. Kordinate mjesta slijetanja su 68.218830° sjeverno i 234.250778° istočno.

## Tehnologija
Letjelica Phoenix je dizajnirana po uzoru na letjelice Mars Surveyor Program 2001 i na osnovu lekcija naučenih iz neuspjeha Mars Polar Landera. Phoenix je na putu do Marsa iskusio ekstremne uvjete. Tijekom lansiranja letjelica se jako tresla, a tijekom operacije na površini, Phoenix je morao izdržati jako niske temperature. Na Phoenixu je bilo smješteno sedam instrumenata: RA, RAC, SSI, TEGA, MARDI, MECA, MET. 
"RA" (Robotska ruka) je jedna od najvažnijih instrumenata na Phoenixu. Ona je imala zadaću skupljati uzorke tla i vodenog leda te ih slati u instrumente TEGA i MECA na detaljniju analizu. Robotska ruka je dizajnirana za pomicanje lijevo-desno, gore-dolje, naprijed-nazad i rotaciju. Robotska ruka je dugačka 2,35 metara. RA je sagrađena od ekipe stručnjaka iz JPL-a (Jet Propulsion Laboratory).
"RAC" Kamera na robotskoj ruci je pričvršćena na robotskoj ruci. RAC je kamera s dvostrukim Gauss lećama. Na RAC-u su postavljena dva motora. Jedan za fokusiranje a drugi za otvaranje i zatvaranje pokrova na kameri. Izradio ga je Max Planck Institute for Solar System Research. 
"SSI" Kamera za snimanje po površini su bile Phoenixove "oči" u misiji na Marsu. Ona se može pomicati i okretati uokolo-praviti panoramu. Sagrađene su u University of Arizona. Projekt je vodio Mr. Chris Shinohara. 
"TEGA"analizer plinova i uzoraka su znanstvenici koristili kako bi ispitali uzorke Marsovog leda i površine. Sagrađen je u University of Arizona u projektu koji vodi Dr. William Boynton i u University of Texas u projektu koji vodi Dr. John Hoffman
"MARDI"Mars Descent Imager igra glavnu ulogu u istraživanju na Marsu. On je slikavao krajolik oko Phoenixa i to u boji. MARDI je najlakša kamera ikada napravljena za istraživanja. Kamera koristi refraktorsku optiku za skupljanje svjetla, te ima vidno polje od 66°. Slika u rezoluciji od 1024 x 1024 piksela. Sagrađen u Malin Space Science Systems. Projekt vodi Dr. Mike Malin.
"MECA"Microscopy, Electrochemistry, and Conductivity Analyzer  je uređaj koji detektira Ph vrijednost i elemente kao što su magnezijevi kationi, kloridi, bromidi, sulfatni anioni, kisik i ugljikov dioksid. S Phoenixovim mikroskopom, znanstvenici su mogli vidjeti strukturu tla i Marsovog leda. Također ovaj mikroskop može detektirati da li je postojala voda u tim uzorcima. Uzorci se uzimaju s robotskom rukom. Izgrađen u JPL-u. Projekt vodi Dr. Michael Hecht. Mikroskop konstruiran u Swiss consortium. 
"MET"Meterorlogocal Station je zabilježavao vrijeme na Marsu te temperaturu. Jako niske temperature na Marsu će se mjeriti s posebnim termometrom. Atmosferski pritisak na Marsu je jako malen pa će trebati osjetljivi instrumenti s mjerenje. Senzori tlaka su isti kao oni koji su se upotrebljavali na Vikingu i Pathfinderu. Sagrađen je u Kanadskoj Svemirskoj Agenciji. 

### Put, ulazak u orbitu i slijetanje
Phoenix je lansiran 4. kolovoza 2007. u 5:26:34 EDT (09:26:34 UTC ) na lansiranom vozilu Delta II 7925 iz Pad 17-A zrakoplovne postaje Cape Canaveral. Lansiranje je bilo nominalno bez značajnih anomalija. Lanac Phoenix postavljen je na putanju takve preciznosti da je prvo ispravljanje putanje putanje izvedeno 10. kolovoza 2007. u 7:30. EDT (11:30 UTC), bilo je samo 18  m/ s. Lansiranje se dogodilo tijekom pokretanja prozora koji se protezao od 3. kolovoza 2007. do 24. kolovoza 2007. Zbog malog prozora lansiranja, preuređeno lansiranje misije Dawn (prvotno planirano za 7. srpnja) moralo je biti pokrenuto nakon Phoenixa u rujnu. Delta II Raketa je izabrana zbog svoje uspješnog lansiranja povijesti, koja uključuje lansiranje na Spirit i Opportunity Mars Exploration Rovers 2003. i Mars Pathfinder 1996.   
Prije ulaska u atmosferu Deep Space Network je Phoenixu poslao plan leta i spuštanja kako bi onboard računala sigurno uvela Phoenix u Marsovu atmosferu. 
JPL je prilagodio orbite svoja dva aktivna satelita oko Marsa, Mars Reconnaissance Orbiter i Mars Odyssey, a Europska svemirska agencija je slično prilagodila orbitu svog svemirskog broda Mars Express 25. svibnja 2008. kako bi promatrale Phoenix kako ulazi u atmosferu, a zatim slijeće na površinu. Ove informacije su pomogle dizajnerima da unaprijede buduće landere.  Phoenix je ušao u marsovsku atmosferu s gotovo 21,000 km/ h, a u roku od 7 minuta smanjio je brzinu na 5 km/h prije nego što je dodirnuo površinu. Potvrda ulaska atmosfere primljena je u 4:46 PDT (23:46 UTC). Radio signali su primljeni u 4:53:44 PDT potvrdio je da je Phoenix preživio svoj težak silazak i sletio je 15 minuta ranije, čime je završio let sa Zemlje 680 milijuna km.

### Otkrića
Tijekom svoje misije Phoenix je istražio podzemne vode koje je otkrila letjelica Mars Odyssey i otkrio minerale kalcijeva karbonata koji su potvrdili da je na Marsu nekad tekla voda. Istražio je i sastav tla koji je pokazao da je na Crvenom planetu nekada moglo biti i života. Najveće iznenađenje bilo je otkriće perklorata, kemikalije kojom se na zemlji hrane neki mikrobi, ali koja može biti otrovna za druge organizme.
Sletač je također otkrio je reaktivnu sol koja umanjuje mogućnost za postojanjem bilo kakvog oblika života. To otkriće sasvim je suprotno dosadašnjem vjerovanju i pronalasku vode koja je jedan od ključnih čimbenika za razvoj života. Nedavno su znanstvenici NASA-e izvijestili kako je tlo na Marsu izuzetno bogato magnezijem, natrijem, kalijem i klorom koji posebno pogoduju uzgoju šparoga, no osim toga, u tlu je pronađen i perklorat (visoko oksidirajuća sol) koja je glavni uzročnik neplodnosti tla. Postojane perklorata na Marsu nije objašnjeno, no na Zemlji ta kontaminirajuća tvar može biti stvorena prirodno ili ljudskom rukom. Perklorat je glavni sastojak krutog raketnog goriva i koristi se u pirotehnici. Znanstvenici svakako su još jednom željeli provjerili rezultate jer instrument za skupljanje uzoraka tla s Marsa prethodni puta nije pokazao prisustvo perklorata.
Phoenix je snimio kako pada snijeg iz oblaka visoko iznad površine Marsa. No, instrumenti Phoenixa su pokazali kako je snijeg ispario prije nego što je pao na tlo.

### Kraj misije
Sonda na solarni pogon djelovala je dva mjeseca duže nego što je bila tromjesečna glavna misija. Lander je dizajniran tako da traje 90 dana, a trajalo je bonus vrijeme od uspješnog završetka svoje glavne misije u kolovozu 2008. godine. 28. listopada 2008. (sol 152 ), svemirska je letjelica prešla u siguran režim zbog ograničenja snage koja su se temeljila na nedovoljnoj količini sunčeve svjetlosti koja je dospjela do zemlje, kako se očekuje u to doba godine. Tada je odlučeno da se isključe četiri grijača koja zagrijavaju opremu, a nakon što se svemirski brod vrati iz sigurnog načina, poslane su naredbe za isključivanje dva grijača, a ne samo jednog kako je prvobitno planirano za prvi korak. Uključeni grijači dovode toplinu za robotsku ruku, instrument TEGA i pirotehničku jedinicu na zemljištu koji se ne koriste nakon slijetanja, pa su ta tri instrumenta također bila zatvorena. 
Dana 10. studenoga, Phoenix Mission Control izvijestio je o gubitku kontakta s Phoenixom; posljednji signal primljen je 2. studenog. Neposredno prije, Phoenix je poslao svoju posljednju poruku: "Trijumf" u binarnom kodu . Do propadanja letjelice došlo je zbog olujne prašine koja je još više smanjila proizvodnju energije. Dok je rad svemirske letjelice završio, analiza podataka s instrumenata bila je u najranijoj fazi. Nakon neuspjelog pokušaja stupanja u kontakt s landerom pomoću orbitera Mars Odyssey do i prije marsovskog ljetnog solsticija, 12. svibnja 2010. JPL je proglasio da je Phoenix mrtav. Program se smatrao uspješnim jer je završio sve planirane znanstvene eksperimente i zapažanja.